# 朝鲜腐败问题
朝鲜民主主义人民共和国腐败为朝鲜社会普遍存在且日益恶化的问题。在透明国际于2013年发表的《贪污感知指数》中，朝鲜名列第一百七十五位（与索马里和阿富汗并列）。国民向警方行贿规避朝鲜当局的严刑峻法（例如禁止国民以任何形式访问外媒）。检控同事和家人业已不再普遍。
朝鲜官媒在2013年12月公布对张成泽的指控时，承认朝鲜普遍存在腐败。指控中提到张成泽实施贿赂、转移材料、转售资源和土地、获取资金并挪作私用的罪行。